# 부일외국어고등학교
부일외국어고등학교(釜一外國語高等學校)는 대한민국 부산광역시 사하구 감천동에 있는 사립 외국어고등학교이다.

## 학교 연혁
- 1994년 9월 16일 : 부일외국어고등학교 설립, 3개 학년 18학급으로 남녀 공학 인가(영어과 3, 일본어과 1, 중국어과 1, 독일어과 1학급)
- 1995년 3월 1일 : 초대 성태호 교장 취임
- 1995년 3월 3일 : 1995학년도 입학식
- 1996년 5월 17일 : 서춘석 이사장 취임
- 1998년 2월 11일 : 제1회 졸업식(288명)
- 2000년 8월 30일 : 학칙 변경 인가(2001학년도부터 시행) (영.일반 4학급, 영.중반 4학급)
- 2001년 3월 10일 : 학교 법인 정관 변경(신민학원→부일학원)
- 2006년 4월 7일 : 국제관 준공
- 2012년 11월 2일 : 다목적 운동장 조성
- 2014년 12월 1일 : 체육관 리모델링
- 2023년 2월 9일 : 제26회 졸업식(187명 남학생 62명, 여학생 125명, 총 졸업생 수 6,342명)
- 2023년 3월 2일 : 제10대 이무진 교장 취임
- 2023년 3월 2일 : 제29회 입학식 (총 202명 남학생 75명, 여학생 127명)

## 설치 학과
- 영어과
- 7차일반

## 참고 자료
- 부일외국어고등학교 - 한국교육학술정보원 학교알리미